# Nuconarius brevipatellatus
Espèce
Nuconarius brevipatellatus est une espèce d'araignées aranéomorphes de la famille des Agelenidae.

## Distribution
Cette espèce est endémique du Tibet en Chine,. Elle se rencontre dans le xian de Zayü.

## Description
Le mâle holotype mesure 11,22 mm et la femelle paratype 12,75 mm.

## Publication originale
- Li, Zhao, Zhang & Li, 2018 : Nuconarius gen. n. and Hengconarius gen. n., two new genera of Coelotinae (Araneae, Agelenidae) spiders from southwest China. Zootaxa, no 4457(2), p. 237-262.